# بگن (قزاقستان)
بگن (انگلیسی: Begen) یک شهرک در استان آبای کشور قزاقستان است.